# Ришар Гбака Зади
Ришар Гбака Зади е дипломат от Кот д'Ивоар.
Завършва политология в Италия.
Посланик е в Италия (от 2001), включително и за България, от 2005 г.